# Lubart Łuck
Lubart Łuck (ukr. Футзальний клуб «Любарт» Луцьк) – ukraiński klub futsalu z siedzibą w mieście Łuck, na zachodzie kraju, grający od sezonu 2024/25 w futsalowej Ekstra-Lidze Ukrainy.

## Historia
Chronologia nazw:
- 2018: Lubart Łuck (ukr. «Любарт» Луцьк)

Klub futsalowy Lubart został założony w Łucku 1 października 2018 roku. Wcześniej w mieście funkcjonował klub Brend, który po 3 latach udanych występów w różnorodnych mistrzostwach i turniejach na poziomie regionalnym klub postanowił przejść na wyższy poziom swojego rozwoju. Następnie klub zgłosił się do rozgrywek w Drugiej lidze. W sezonie 2018/19 zespół debiutował w ogólnokrajowych rozgrywkach, zajmując pozycję w środku tabeli. W sezonie 2020/21 zwyciężył w drugiej lidze i awansował do Pierwszej lidze. Po dwóch zwycięskich mistrzostwach na zapleczu Ekstra-lihi klub w sezonie 2024/25 debiutował na najwyższym poziomie rozgrywek futsalowych w Ukrainie.

## Barwy klubowe, strój i herb
|  |  |

Klub ma barwy malinowo-czarne. Zawodnicy domowe spotkania zazwyczaj grają w malinowych koszulkach, czarnych spodenkach oraz czarnych getrach.

## Sukcesy

### Trofea międzynarodowe
Klub jeszcze nigdy nie zakwalifikował się do rozgrywek europejskich (stan na 31-05-2024).

### Trofea krajowe
| \| \| Zdobyte trofea w rozgrywkach Ukrainy (stan na: 31-05-2024) \| |                                                            |      |                  |
| Rozgrywki                                                           | Osiągnięcie                                                | Razy | Sezon(y)         |
| · Mistrzostwo                                                       | I miejsce                                                  | 0    |                  |
| · Mistrzostwo                                                       | II miejsce                                                 | 0    |                  |
| · Mistrzostwo                                                       | III miejsce                                                | 0    |                  |
| · Mistrzostwo                                                       | ?                                                          | 1    | 2024/25          |
| Puchar                                                              | zdobywca                                                   | 0    |                  |
| Puchar                                                              | finalista                                                  | 0    |                  |
| Puchar                                                              | 1/8 finału                                                 | 1    | 2022/23          |
| II liga                                                             | I miejsce                                                  | 2    | 2020/21, 2022/23 |
| II liga                                                             | II miejsce                                                 | 0    |                  |
| II liga                                                             | III miejsce                                                | 0    |                  |
| Ukraina                                                             | Zdobyte trofea w rozgrywkach Ukrainy (stan na: 31-05-2024) |      |                  |

- Druha liha:
  - 3.miejsce (1): 2020/21
- Superliga Mistrzostw obwodu wołyńskiego:
  - mistrz (2): 2019/20, 2022/23.

## Poszczególne sezony

### Rozgrywki międzynarodowe

#### Europejskie puchary
Nie uczestniczył w rozgrywkach europejskich.

### Rozgrywki krajowe
| \| \| Bilans występów klubu w rozgrywkach futsalowych Ukrainy (Stan na 31 maja 2024 r.) \| |                                                                                   |        |       |   |   |   |    |    |     |            |        |        |       |
| Poziom                                                                                     | Rozgrywki                                                                         | Sezony | Mecze | Z | R | P | B+ | B– | Pkt | Lata       | Awanse | Spadki | Naj.  |
| I                                                                                          | Wyszcza liha / Ekstra-liha                                                        | 1      |       |   |   |   |    |    |     | od 2024/25 | 0      | 0      | ?     |
| II                                                                                         | Persza liha                                                                       | 3      |       |   |   |   |    |    |     | 2021–2024  | 1      | 0      | 1     |
| III                                                                                        | Druha liha                                                                        | 3      |       |   |   |   |    |    |     | 2018–2021  | 1      | 0      | 1     |
|                                                                                            | Puchar Ukrainy                                                                    | 4      |       |   |   |   |    |    |     | od 2023/24 | 0      | 0      | 1/8 f |
| Ukraina                                                                                    | Bilans występów klubu w rozgrywkach futsalowych Ukrainy (Stan na 31 maja 2024 r.) |        |       |   |   |   |    |    |     |            |        |        |       |

## Futsaliści, trenerzy, prezydenci i właściciele klubu

### Trenerzy
- od 2018:  Nazar Buhajczuk

## Struktura klubu

### Stadion
Drużyna rozgrywa swoje mecze domowe w Łucku w Hali Arena Sport.  

## Kibice i rywalizacja z innymi klubami

### Derby
- Kardynał Równe